# Saint-Pardoux-le-Neuf (Creuse)
Saint-Pardoux-le-Neuf – miejscowość i gmina we Francji, w regionie Nowa Akwitania, w departamencie Creuse.
Według danych na rok 1990 gminę zamieszkiwały 164 osoby, a gęstość zaludnienia wynosiła 22 osoby/km² (wśród 747 gmin Limousin Saint-Pardoux-le-Neuf plasuje się na 462. miejscu pod względem liczby ludności, natomiast pod względem powierzchni na miejscu 608.).